# حليم عيسى باي
حليم عيسى باي هي بلدة في مقاطعة كاسان في ولاية قشقداريا في أوزبكستان.